# That's Life (Sham 69)
That's Life è il secondo album del gruppo punk inglese Sham 69, prodotto nel 1978 per l'Etichetta discografica Polydor.

## Tracce
1. Leave Me Alone (Parsons, Pursey) 3:27
2. Who Gives a Damn (Parsons, Pursey) 4:04
3. Everybody's Right, Everybody's Wrong (Parsons, Pursey) 5:07
4. That's Life (Parsons, Pursey) 2:51
5. Win or Lose (Parsons, Pursey) 3:37
6. Hurry up Harry (Parsons, Pursey) 3:53
7. Evil Way (Parsons, Pursey) 2:36
8. Reggae Pick Up, Pt. 1 	(Pursey) 	1:23
9. Sunday Morning Nightmare (Parsons, Pursey) 2:28
10. Reggae Pick Up, Pt. 2 	(Pursey) 	2:40
11. Angels with Dirty Faces (Parsons, Pursey) 2:55
12. Is This Me or Is This You (Cain, Parsons, Tregenna, Tregenna) 3:34
13. The Cockney Kids Are Innocent [*] (Parsons, Pursey) 1:54
14. No Entry [*] (Parsons, Pursey) 2:30

## Formazione
- Jimmy Pursey - voce
- Dave Parsons - chitarra
- Dave Tregunna - basso
- Rick Goldstein - batteria